# Municipi de Pļaviņas
El municipi de Pļaviņas (en letó: Pļaviņu novads) és un dels 110 municipis de Letònia, que es troba localitzat al centre del país bàltic, i que té com a capital la localitat de Pļaviņas. El municipi va ser creat l'any 2009 després d'una reorganització territorial.

## Ciutats i zones rurals
- Pļaviņas (ciutat)
- Parròquia d'Aiviekste (zona rural)
- Parròquia de Klintaine (zona rural)
- Parròquia de Vietalva (zona rural)

## Població i territori
La seva població està composta per un total de 6.447 persones (2009). La superfície del municipi té uns 376,8 kilòmetres quadrats, i la densitat poblacional és de 17,11 habitants per kilòmetre quadrat.